# 試製五式四十七粍自走砲
試製五式四十七粍自走砲 ホル(しせいごしきよんじゅうななみりじそうほう ほる)は、第二次世界大戦末期に日本陸軍が開発した自走砲である。

## 概要
九五式軽戦車の車体を改造し、一式四十七粍戦車砲II型を搭載することを予定していた。本車は小型かつ低姿勢が特徴であり、駆逐戦車のヘッツァーに近い性質を持っていた。戦車型より重量が増えたため、履帯幅は戦車型より広く、350mmの幅広の物を採用している。
構造は突撃砲に似ている。九五式軽戦車から砲塔を取り除き、極力低姿勢にまとめたものである。戦闘室上面は完全に密閉されておらず、一部が開放されている。
車高を低く抑えたため、秘匿性に優れ、待ち伏せ攻撃などの防御戦闘に使用されただろうと思われる。この時期になると主砲の四十七粍砲は威力不足の感があるが、砲の貫通性能から見て、アメリカ軍の装備したM4中戦車の側背面を狙うなどの運用方法によっては、活躍の余地もあると思われる。
昭和20年2月に研究開始、2ヶ月後の4月には設計完了した。砲は大阪造兵廠が製作し、車体は第四陸軍技術研究所が担当した。6月末、四十七粍砲I型が完成し、試作車に実装した。昭和20年度の時点では四十七粍砲II型、またはI型を搭載するとされていることから一式四十七粍戦車砲I型に搭載砲が変更された可能性がある。当初搭載予定であった一式四十七粍戦車砲II型が実際に試作車や量産車に搭載されたのかどうかは不明瞭であり分かっていない。最終的に試作車1輌が完成し、終戦時には数輌の量産車も完成したと言われているが、よくわかっていない。
神戸製鋼所の社史「神鋼五十年史」（昭和29年）のp.131に、「なお九五式軽戦車の急速な改造を命ぜられていた。これは装甲の一部を除き、対戦車砲を搭載し、アメリカ軍の上陸作戦に備えるものでホル車と呼ばれ、湿地帯を走行するためキャタピラーにも改良を加えたもので、約50台を制作したが、ついに終戦までアメリカ軍の上陸作戦はなかった。（原文ママ）」とある。
これが事実であれば、もはや試作車ではなく、約50輌ものホルが量産されたことになる。
これに対し、
1. 社史を編纂する人たちは、各部局の記録情報を元に書いているわけで、どこでどうその情報が変わってしまうかわからない。社史を編纂する人は製造部門の専門家ではないので、社史イコール史実と考えるのは早計。しかも、同社の歴史の中で、ホルは無数の製品の中の一つなのでなおさら。社史の記述は調査のとっかかりとなる資料の一つであって、そこから具体的な証拠を調べていく必要がある。
2. もし５０両も生産されたのなら、写真・現物・部品など必ず何らかの形で残っているはず。当時残っていたのなら米軍へ引き渡されたはず。その記録もない。
3. 神戸製鋼への生産の指示や、材料の調達などはされたかもしれない。もし完成していたとしても数両程度だったのでは。
と、疑問を呈する意見もある。

## 登場作品

### ゲーム
『R.U.S.E.』
日本の駆逐戦車として登場。